# Lançamentos brasileiros de The Beatles
Parte dos lançamentos brasileiros do grupo britânico The Beatles diferem dos originais ingleses, principalmente no repertório das canções ou nos títulos dos álbuns. A Odeon brasileira lançava álbuns exclusivos para o público brasileiro. Porém, em 1965, a EMI inglesa notificou as subsidiárias de outros países para que seus lançamentos fossem idênticos aos originais.
Era recorrente aparecerem certos erros nos discos, como cortes repentinos em músicas, problemas leves ou notáveis de rotação, erros gráficos e nomes incorretos. Os lançamentos do país também eram peculiares por serem lançados em sistema monaural até 1970, sendo que, em grande parte dos países, os discos já eram lançados em estereofônico desde 1968.

## Álbuns de estúdio
| Título                 | Lançamento                           | Editora discográfica | Notas |
| ---------------------- | ------------------------------------ | -------------------- | --- |
| Twistin'               | novembro de 1962                     | Polydor              | Versão brasileira do álbum My Bonnie. Com Tony Sheridan. |
| Beatlemania            | março de 1964 1974 (relançamento)    | Odeon                | Mesma capa do álbum inglês With the Beatles. Relançamento em falso estéreo e com acréscimo de reverberação.                                                         |
| The Beatles Again      | julho de 1964 1974 (relançamento)    | Odeon                | Relançamento em falso estéreo. |
| Os Reis do Ié, Ié, Ié! | janeiro de 1965 1974 (relançamento)  | Odeon                | Trilha sonora do filme A Hard Day's Night. Versão brasileira do álbum homônimo, com capa semelhante. Relançamento em falso estéreo e com acréscimo de reverberação. |
| The Beatles '65        | abril de 1965 1974 (relançamento)    | Odeon                | Edição original em falso mono. Edição em estéreo lançada simultaneamente. Relançamento em estéreo verdadeiro.                                                       |
| Help!                  | dezembro de 1965 1974 (relançamento) | Odeon                | Trilha sonora do filme Help!. Mesma capa do álbum homônimo inglês. Relançamento em falso estéreo.                                                                   |

Após Help!, os lançamentos brasileiros de álbuns seriam idênticos aos originais ingleses.

## Compactos
| Título                                                                                  | Lançamento                                       | Editora discográfica                    | Notas                                                                                |
| --------------------------------------------------------------------------------------- | ------------------------------------------------ | --------------------------------------- | ------------------------------------------------------------------------------------ |
| Please Please Me / From Me to You                                                       | dezembro de 1963 dezembro de 1964 (relançamento) | Odeon                                   | Mixagens originais inglesas. Rotação abaixo do normal. Relançado em capa diferente.  |
| My Bonnie / Cry for a Shadow / The Saints / Why                                         | fevereiro de 1964                                | Polydor                                 | Mixagens em falso mono. Com Tony Sheridan.                                           |
| I Want to Hold Your Hand / She Loves You                                                | março de 1964                                    | Odeon                                   | Mesma capa do compacto inglês Twist and Shout. Lançado também em edição promocional. |
| Long Tall Sally / I Call Your Name                                                      | junho de 1964                                    | Odeon                                   | Mesma capa do compacto inglês. Lançado antes da Inglaterra.                          |
| Twist and Shout / A Taste of Honey / Do You Want to Know a Secret / There's a Place     | julho de 1964 1972 (relançamento)                | Odeon                                   | Relançado em duas outras capas diferentes. Erro de impressão na capa.                |
| I Want to Hold Your Hand / This Boy / She Loves You / Love Me Do                        | setembro de 1964                                 | Odeon                                   | Mesma capa do compacto lançado em março.                                             |
| A Hard Day's Night / I Should Have Known Better                                         | dezembro de 1964                                 | Odeon                                   | Mesma capa do compacto estadunidense.                                                |
| A Hard Day's Night / I Should Have Known Better / Can't Buy Me Love / And I Love Her    | fevereiro de 1965                                | Odeon                                   | Lançado para explorar o sucesso do filme entre o público brasileiro.                 |
| I Feel Fine / If I Fell                                                                 | abril de 1965                                    | Odeon                                   |                                                                                      |
| Eight Days a Week / Rock and Roll Music                                                 | julho de 1965                                    | Odeon                                   |                                                                                      |
| Ticket to Ride / This Boy                                                               | outubro de 1965                                  | Odeon                                   |                                                                                      |
| Help! / I'm Down / Not a Second Time / Till There Was You                               | novembro de 1965                                 | Odeon                                   |                                                                                      |
| You Like Me Too Much / Tell Me What You See / Dizzy Miss Lizzy / Yes It Is              | janeiro de 1966                                  | Odeon                                   | Erro de impressão na capa.                                                           |
| Day Tripper / We Can Work It Out                                                        | junho de 1966                                    | Odeon                                   |                                                                                      |
| Paperback Writer / Rain                                                                 | setembro de 1966                                 | Odeon                                   |                                                                                      |
| Yesterday / Act Naturally / You Like Me Too Much / It's Only Love                       | outubro de 1966                                  | Odeon                                   |                                                                                      |
| Michelle / Yesterday                                                                    | novembro de 1966                                 | Odeon                                   | Lançado também em edição promocional.                                                |
| Yellow Submarine / Eleanor Rigby                                                        | dezembro de 1966                                 | Odeon                                   |                                                                                      |
| Anna (Go to Him) / Chains / Misery / I Saw Her Standing There                           | maio de 1967                                     | Odeon                                   |                                                                                      |
| Strawberry Fields Forever / Penny Lane                                                  | junho de 1967                                    | Odeon                                   |                                                                                      |
| All You Need is Love / Baby, You're a Rich Man                                          | agosto de 1967                                   | Odeon                                   |                                                                                      |
| All You Need is Love / Baby, You're a Rich Man / Penny Lane / Strawberry Fields Forever | outubro de 1967                                  | Odeon                                   |                                                                                      |
| Magical Mystery Tour                                                                    | abril de 1968                                    | Odeon                                   |                                                                                      |
| Lady Madonna / The Inner Light                                                          | junho de 1968                                    | Odeon                                   |                                                                                      |
| Hey Jude / Revolution                                                                   | dezembro de 1968                                 | Odeon (1.ª tiragem) Apple (2.ª tiragem) |                                                                                      |
| Ob-La-Di, Ob-La-Da / Dear Prudence                                                      | janeiro de 1969                                  | Odeon                                   | Edição promocional.                                                                  |
| Ob-La-Di, Ob-La-Da / While My Guitar Gently Weeps                                       | março de 1969                                    | Apple                                   |                                                                                      |
| Get Back / Don't Let Me Down                                                            | maio de 1969                                     | Apple                                   |                                                                                      |
| The Ballad of John and Yoko / Old Brown Shoe                                            | julho de 1969                                    | Apple                                   | Mixagens em falso mono.                                                              |
| Something / Come Together                                                               | dezembro de 1969                                 | Apple                                   | Mixagens em falso mono.                                                              |
| Let it Be / You Know My Name (Look Up the Number)                                       | abril de 1970                                    | Apple                                   |                                                                                      |
| The Long and Winding Road / For You Blue                                                | agosto de 1970                                   | Apple                                   |                                                                                      |

## Álbuns de compilação
| Título                                        | Lançamento                         | Editora discográfica                             | Notas                                                                      |
| --------------------------------------------- | ---------------------------------- | ------------------------------------------------ | -------------------------------------------------------------------------- |
| A Collection of Beatles Oldies... But Goldies | março de 1967 1972 (relançamento)  | Odeon                                            | Em parte, mixagens originais inglesas. Relançamento em estéreo verdadeiro. |
| The Beatles in Hamburg                        | agosto de 1968 1975 (relançamento) | CBD / Polydor Phonogram / Polyfar (relançamento) | Mixagens em falso mono. Relançamento em estéreo verdadeiro.                |